# Frans Mintjens
Frans Mintjens (nascido em 23 de novembro de 1946) é um ex-ciclista belga. Representou seu país, Bélgica, na corrida de 100 km contrarrelógio por equipes nos Jogos Olímpicos de Verão de 1968. A equipe belga terminou na décima oitava posição.